# ヴァレリー・ボワイエ
ヴァレリー・ボワイエ (Valérie Boyer、1962年6月11日 - )は、フランス、ブールジュ生まれの共和党の政治家である。社会保障機関の官僚として働いた後、2008年から2014年までマルセイユ市の副市長を務めた。

## 略歴

### 教育
バカロレア取得後、大学準備学級で現代文学を学び、エクサン・プロヴァンス政治学院に入学し行政管理学を学ぶ。同時に、マルセイユ大学で英語・スペイン語の学士課程を取得。1986年にフランス社会保障センター(CNESSS) で社会保障を学ぶ。

### キャリア
フランス社会保障センターを修了後、パリ労働者退職金共済機構、さらにマルセイユ健康保険機構の部長を務める。2012年にフランソワ・フィヨン政権の共和党支援によりブーシュ・デュ・ローヌ県から立候補し当選。共和党の男女平等政策長を務めた後、厚生労働部門長に任命された。

## 注/参考文献
1. ↑  http://www2.assemblee-nationale.fr/deputes/fiche/OMC_PA330684